# Are You Smarter Than a 5th Grader?
Are You Smarter Than a 5th Grader? är en amerikansk frågesport-show som från början visades på TV-kanalen Fox innan man under 2009 bytte till syndikering. Programmet produceras av Mark Burnett och leds av Jeff Foxworthy. Programmet hade premiär den 27 februari 2007. 23 juni samma år började det sändas i svenska TV3, under sin originaltitel.
Den 14 februari 2019 tillkännagavs att programmet skulle återupplivas på Nickelodeon med den nya programledaren John Cena vilket därefter skedde den 10 juni 2019 då programmet hade nypremiär i nämnda TV-kanal.

## Beskrivning
I programmet får en vuxen person svara på tio frågor (eventuellt elva, med bonusfrågan). Frågorna är tagna från elementary school:s läroböcker i olika skolämnen. För varje rätt svar får den vuxne spelaren en summa pengar som pris. Prispengarna ökas för varje rätt svar. Den vuxne väljer för varje fråga ett av de deltagande barnen som hjälp. Hjälpen kan bestå i att den vuxne tjuvkikar eller kopierar barnets svar på frågan. Kathy Cox, som arbetar på skolöverstyrelsen i Georgia och George Smoot, 2006 års nobelpristagare i fysik, har båda vunnit en miljon dollar i programmet. Det är de högsta vinster som någon vunnit hittills. Svarar personen fel på någon fråga tar det slut och denne måste då erkänna framför kameran att denne inte är smartare än en femteklassare.

## Svensk efterföljare
Programmet gav 2011 upphov till en svenskproducerad version på samma tema – Smartare än en femteklassare. 

## Externa sidor
- https://web.archive.org/web/20100106115222/http://www.fox.com/areyousmarter/